# Franz von Dingelstedt

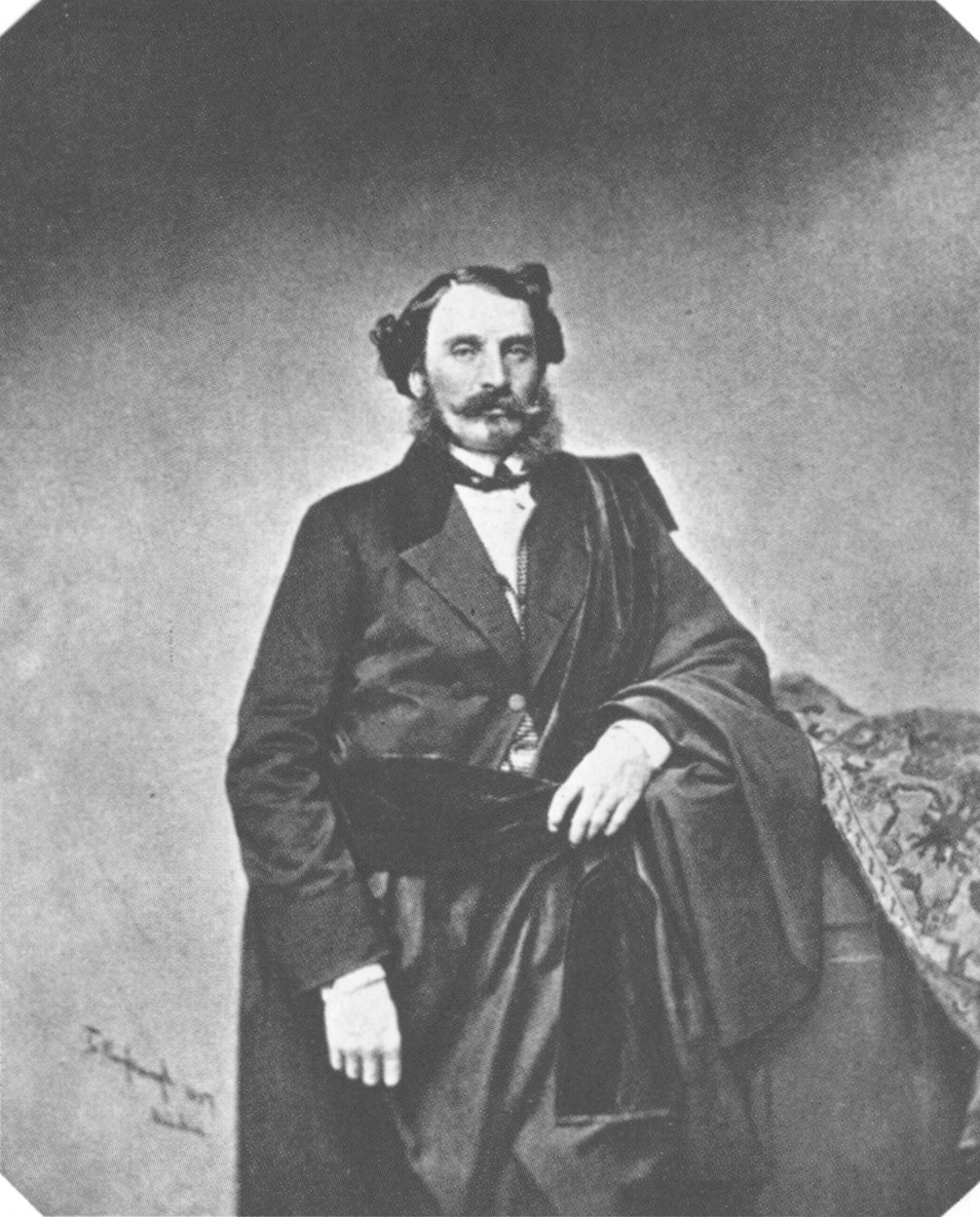
Franz von Dingelstedt 1857-ben

Franz von Dingelstedt (Halsdorf, Hessen, 1814. június 30. – Bécs, 1881. május 15.) báró, német költő.

## Élete

### Ifjúkora
1831-34-ben teológiát és filológiát tanult Marburgban és 1836-38-ban a kasseli gimnázium tanára volt. Innen, néhány szabadelvű verse miatt büntetésből Fuldába helyezték át, mire 1841-ben lemondott állásáról. Ezután nagy utazást tett, mire 1843-ban udvari tanácsos és könyvtárnok lett Stuttgartban, 1850-ben az udvari színház intendánsa volt Münchenben.

### Munkássága
A klerikális párt itt 1857-ben kieszközölte elbocsáttatását, mire 1858-ban a weimari udvari színház indendánsa lett. Innen került Bécsbe, 1876-ban lett báró, 1859-től 1865-ig volt a Schiller-alapítvány elnöke, a Shakespeare-társaság megalapítása körül is nagy érdeme van. Bécsben 1867-től előbb az udvari opera, utóbb a várszínház igazgatója volt.
Már 1838-ban lépett föl dalokkal és novellákkal, de csak a névtelenül megjelent Lieder eines politischen Nachtwächters (1840) tették nevét ismertté. E forradalmi szellemű dalok a német politikai líra leghatásosabb termékei közé tartoznak és jóval sikerültebbek, mint a következő gyűjtemény (Nacht und Morgen, 1851) darabjai. Még értékesebbek eszmékben gazdag költeményei (Gedichte, 1845), melyekben sok a szellemes epigramma és a fényes rajz. Regényei és útirajzai éles megfigyeléséről és finom előadási képességéről tanúskodnak: Unter der Erde, regény (1840); Heptameron, novellák (1841); Sieben friedliche Erzählungen (1844); Wanderbuch (1839-43, 2 kötet); Erinnerungen aus Holland (1847); Die Amazone, legjobb regénye, a modern társadalom eleven rajza (1868).
Drámái közül nagy hatású volt a Das Haus der Barneveldt (1850). Azonfelül Beaumarchais, Molière, de főleg Shakespeare sok darabját dolgozta át igen tapintatosan és ügyesen a korabeli színpad számára. Önéletrajza (Münchener Bilderbogen, 1879) és irodalmi tanulmányai (Eine Faust-Trilogie, 1876 és Literarisches Bilderbuch, 1880) igen érdekesek. Ő hozta először színre (Münchenben 1864-ben és Bécsben 1875-ben) Shakespeare összes történeti drámáit összefüggő ciklusban. Mint igazgató és udvari tanácsos maró gúnya és kíméletlen cinizmusa által gyűlöltté tette nevét és ifjúkori demokrata hajlamait maga tette nevetségessé. Összes munkái (de távolról sem teljes) 1877-ben jelentek meg, 12 kötetben.